# Florian Loshaj
Florian Loshaj (Skenderaj, Jugoszlávia, 1996. augusztus 13. –) koszovói válogatott labdarúgó, a török İstanbulspor középpályása.

## Pályafutása

### Klubcsapatokban
Loshaj a mai Koszovó területén található Skenderaj városában született. Az ifjúsági pályafutását a belga Genk akadémiájánál kezdte.
2016-ban mutatkozott be a Genk felnőtt csapatában, ám a klubnál egy mérkőzésen sem lépett pályára. A 2015–16-os szezon második felében a holland másodosztályban szereplő MVV Maastricht csapatánál szerepelt kölcsönben. 2016 júliusában a lehetőséggel élve a holland klubhoz szerződött. Először a 2016. augusztus 5-ei, Helmond ellen 2–2-es döntetlennel zárult mérkőzésen lépett pályára. Első gólját 2017. március 10-én, a Dordrecht ellen 1–0-ra megnyert találkozón szerezte meg. 2019-ben a Roda JC-hez, majd a román első osztályban érdekelt Politehnica Iașihoz igazolt. 2019. július 13-án, a CFR Cluj ellen 1–1-es döntetlennel zárult bajnokin debütált, majd a 62. percben meg is jegyezte első gólját a klub színeiben.
2020. január 15-én 3½ éves szerződést kötött a lengyel Cracovia együttesével. Először a 2020. február 7-ei, Arka Gdynia ellen 1–0-ra megnyert mérkőzésen lépett pályára. Első gólját 2020. november 7-én, a Jagiellonia Białystok ellen 3–1-ás győzelemmel zárult találkozón szerezte meg. 2023. február 4-én a İstanbulsporhoz írt alá.

### A válogatottban
Loshaj az U21-es korosztályú válogatottban is képviselte Koszovót.
2020-ban debütált a felnőtt válogatottban. Először 2020. január 12-én, Svédország ellen 1–0-ra elvesztett barátságos mérkőzésen lépett pályára.

## Statisztikák
2023. április 24. szerint
| Klub             | Szezon   | Osztály        | Bajnokság | Bajnokság | Kupa  | Kupa | Nemzetközi | Nemzetközi | Összesen | Összesen |
| Klub             | Szezon   | Osztály        | Meccs     | Gól       | Meccs | Gól  | Meccs      | Gól        | Meccs    | Gól      |
| ---------------- | -------- | -------------- | --------- | --------- | ----- | ---- | ---------- | ---------- | -------- | -------- |
| MVV Maastricht   | 2015–16  | Eerste Divisie | 4         | 0         | 0     | 0    | —          | —          | 4        | 0        |
| MVV Maastricht   | 2016–17  | Eerste Divisie | 24        | 1         | 1     | 0    | —          | —          | 25       | 1        |
| MVV Maastricht   | 2017–18  | Eerste Divisie | 23        | 1         | 0     | 0    | —          | —          | 23       | 1        |
| MVV Maastricht   | Összesen | Összesen       | 51        | 2         | 1     | 0    | 0          | 0          | 52       | 2        |
| Roda JC          | 2018–19  | Eerste Divisie | 9         | 0         | 0     | 0    | —          | —          | 9        | 0        |
| Politehnica Iași | 2019–20  | Liga I         | 19        | 3         | 2     | 0    | —          | —          | 21       | 3        |
| Cracovia         | 2019–20  | Ekstraklasa    | 12        | 0         | 2     | 0    | —          | —          | 14       | 0        |
| Cracovia         | 2020–21  | Ekstraklasa    | 23        | 2         | 3     | 0    | 1          | 0          | 27       | 2        |
| Cracovia         | 2021–22  | Ekstraklasa    | 21        | 1         | 1     | 0    | —          | —          | 22       | 1        |
| Cracovia         | 2022–23  | Ekstraklasa    | 15        | 1         | 1     | 0    | —          | —          | 16       | 1        |
| Cracovia         | Összesen | Összesen       | 71        | 4         | 7     | 0    | 1          | 0          | 79       | 4        |
| İstanbulspor     | 2022–23  | Süper Lig      | 6         | 0         | 0     | 0    | —          | —          | 6        | 0        |
| Összesen         | Összesen | Összesen       | 156       | 9         | 10    | 0    | 1          | 0          | 167      | 9        |

### A válogatottban
| Válogatott | Év       | Pályára lépés | Gól |
| ---------- | -------- | ------------- | --- |
| Koszovó    | 2020     | 2             | 0   |
| Koszovó    | 2021     | 9             | 0   |
| Koszovó    | 2022     | 6             | 0   |
| Összesen   | Összesen | 17            | 0   |

## Sikerei, díjai
Cracovia
- Lengyel Kupa
  - Győztes (1): 2019–20